# My Little Airport
My Little Airport es una banda formada en Hong Kong de indie pop. Sus canciones se caracterizan por la ortografía, la gramática, y el ritmo marcado por el inglés en Honk Kong. P (Lam Pang) toca la guitarra y Nicole (Nicole Au Kin-ying) canta.
La banda tiene su comienzo mientras que los dos eran estudiantes en Hong Kong Shue Yan College, donde escribían canciones en inglés y cantonés. Después de entrar en los diez mejores en el top Hong Kong Cantopop-obssesed, My Little Airport despertó mayor interés en la escena musical indie de la ciudad. Firmaron con Harbour Records junto con otras cuatro bandas indie, también de Hong Kong, y en ella lanzaron su álbum debut en el año 2004, titulado "The OK Thing to Do on Sunday Afternoon Is to Toddle in the Zoo" (在動物園散步才是正經事). En el 2006 se unieron a Elefant Records, esperando tener más éxito que los fanes que ya tenían en Honk Kong.
El dúo también es notable por sus extravagantes títulos de canciones, usualmente mencionando amigos ("Leo, Are You Still Jumping Out of Windows in Expensive Clothes?", "Victor, Fly Me to Stafford") y celebridades ("Gigi Leung Is Dead", "Faye Wong, About Your Eyebrows"). En 2009 el Canal de Historia utiliza la canción "romance in kowloon tong" de su disco "poetics something between montparnasse and mongkok" en su apartado de efemérides.

## Discografía
| Title                                                                                     | Release Date | Label                     |
| 在動物園散步才是正經事 "The ok thing to do on sunday afternoon is toddle in the zoo"      | 2004         | Harbour Records / HRCD002 |
| 只因當時太緊張" "Becoz i was too nervous at that time"                                    | 2005         | Harbour Records / HRCD007 |
| Zoo is sad, people are cruel                                                              | 2007         | Elefant Records / ER-1124 |
| 我們在炎熱與抑鬱的夏天，無法停止抽煙 We Can't Stop Smoking In The Vicious And Blue Summer | 2007         | Harbour Records / HRCD010 |

Sencillos
| Año  | Título                                                           | Álbum                                                          |
| ---- | ---------------------------------------------------------------- | -------------------------------------------------------------- |
| 2004 | "the ok thing to do on sunday afternoon is to toddle in the zoo" | the ok thing to do on sunday afternoon is to toddle in the zoo |